# Совет управляющих МАГАТЭ

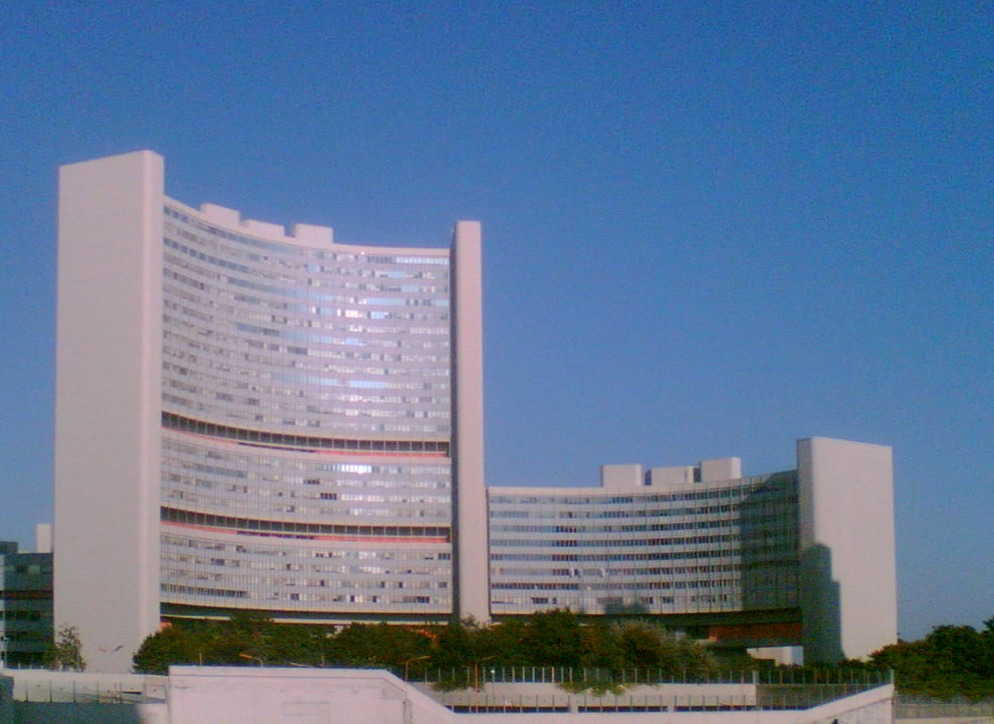
Штаб-квартира МАГАТЭ в Вене

Совет управляющих МАГАТЭ — один из двух руководящих органов Международного агентства по атомной энергии (МАГАТЭ), совместно с Генеральной конференцией государств-членов. Совет управляющих собирается пять раз в год, представляет рекомендации Генеральной конференции по деятельности агентства и бюджету, назначает генерального директора МАГАТЭ, который затем утверждается Генеральной конференцией.

## Текущий состав
В 2023—2024 гг. в состав Совета управляющих входят 35 стран: Австралия, Алжир, Аргентина, Армения, Бангладеш, Болгария, Бразилия, Буркина-Фасо, Великобритания, Германия, Дания, Индия, Индонезия, Испания,, Канада, Катар, Китай, Коста-Рика, Кот-д'Ивуар, Кения, Намибия, Нидерланды,  Парагвай, Республика Корея, Россия, Саудовская Аравия, Сингапур, Словения, США, Уругвай, Финляндия, Франция,  Эквадор, ЮАР и Япония.

## Формирование
Часть Совета управляющих назначается предыдущим составом Совета, остальные избираются Генеральной конференцией.
Выбывающий Совет управляющих назначает в состав Совета десять членов, наиболее развитых в области технологии атомной энергии, и по одному члену, наиболее развитому в области технологии атомной энергии, в каждом из следующих районов, в которых не находится ни один из вышеупомянутых десяти членов: (1) Северная Америка (2) Латинская Америка (3) Западная Европа 5 (4) Восточная Европа (5) Африка (6) Средний Восток и Южная Азия (7) Юго-Восточная Азия и район Тихого океана (8) Дальний Восток.
Генеральная конференция выбирает в состав Совета управляющих:
(а) Двадцать членов с должным учетом справедливого представительства в Совете в целом членов районов, перечисленных в подпункте 1 пункта А настоящей статьи, таким образом, чтобы Совет во всякое время включал по этой категории пять представителей от района Латинской Америки, четырех представителей от района Западной Европы, трех представителей от района Восточной Европы, четырех представителей от района Африки, двух представителей от района Среднего Востока и Южной Азии, одного представителя от района Юго-Восточной Азии и района Тихого океана и одного представителя от района Дальнего Востока. Ни один член из этой категории, избранный на какой-либо срок, не будет иметь права на переизбрание по той же категории на следующий срок; и
(b) Одного дополнительного члена от членов в следующих районах: Средний Восток и Южная Азия, Юго-Восточная Азия и район Тихого океана, Дальний Восток;
(с) Одного дополнительного члена от членов в следующих районах: Африка, Средний Восток и Южная Азия, Юго-Восточная Азия и район Тихого океана.